# Jessica Jislová
Jessica Jislová (ur. 28 lipca 1994 w Jabloncu nad Nysą) – czeska biathlonistka, medalistka mistrzostw świata.

## Kariera
Po raz pierwszy na arenie międzynarodowej pojawiła się w 2011 roku, startując na mistrzostwach świata juniorów w Novym Měscie. Zajęła tam między innymi 16. miejsce w sprincie i 12. w sztafecie. Jeszcze czterokrotnie występowała w zawodach tego cyklu, najlepsze wyniki osiągając podczas mistrzostw świata juniorów w Kontiolahti w 2012 roku, gdzie była siódma w sprincie i czwarta w biegu pościgowym.
W zawodach Pucharu Świata zadebiutowała 3 stycznia 2014 roku w Oberhofie, zajmując 79. miejsce w sprincie. Pierwsze pucharowe punkty wywalczyła 5 lutego 2016 roku w Canmore, zajmując 34. miejsce w tej samej konkurencji.
W 2018 roku wystąpiła na igrzyskach olimpijskich w Pjongczangu, gdzie zajęła 72. miejsce w biegu indywidualnym, 23. w sprincie i biegu pościgowym oraz 12. w sztafecie. Była również czwarta w sztafecie na mistrzostwach świata w Hochfilzen w 2017 roku i mistrzostwach świata w Rasen-Antholz trzy lata później.

## Biathlon

### Igrzyska olimpijskie
| Rok  | Miejscowość | Konkurencje | Konkurencje | Konkurencje | Konkurencje | Konkurencje | Konkurencje | Konkurencje |
| Rok  | Miejscowość | IN          | SP          | PU          | MS          | RL          | MR          | SR          |
| ---- | ----------- | ----------- | ----------- | ----------- | ----------- | ----------- | ----------- | ----------- |
| 2018 | Pjongczang  | 72.         | 23.         | 23.         | –           | 12.         | –           | nd.         |
| 2022 | Pekin       | 27.         | 31.         | 35.         | –           | 8.          | 12.         | nd.         |

### Mistrzostwa świata
| Rok  | Miejscowość   | Konkurencje | Konkurencje | Konkurencje | Konkurencje | Konkurencje | Konkurencje | Konkurencje |
| Rok  | Miejscowość   | IN          | SP          | PU          | MS          | RL          | MR          | SR          |
| ---- | ------------- | ----------- | ----------- | ----------- | ----------- | ----------- | ----------- | ----------- |
| 2016 | Oslo          | –           | 41.         | 48.         | –           | 6.          | –           | nd.         |
| 2017 | Hochfilzen    | –           | –           | –           | –           | 4.          | –           | nd.         |
| 2019 | Östersund     | 55.         | –           | –           | –           | 15.         | –           | –           |
| 2020 | Rasen-Antholz | –           | 70.         | –           | –           | 4.          | –           | –           |
| 2021 | Pokljuka      | 64.         | 71.         | –           | –           | 10.         | –           | –           |
| 2024 | Nové Město    | 12.         | 48.         | 42.         | –           | 7.          | 14.         | –           |
| 2025 | Lenzerheide   | 36.         | 54.         | 36.         | –           | 12.         | 2.          | –           |

### Mistrzostwa świata juniorów
| Rok  | Miejscowość  | Konkurencje | Konkurencje | Konkurencje | Konkurencje | Konkurencje | Konkurencje | Konkurencje |
| Rok  | Miejscowość  | IN          | SP          | PU          | MS          | RL          | MR          | SR          |
| ---- | ------------ | ----------- | ----------- | ----------- | ----------- | ----------- | ----------- | ----------- |
| 2011 | Nové Město   | 26.         | 16.         | 38.         | nd.         | 12.         | nd.         | nd.         |
| 2012 | Kontiolahti  | 61.         | 7.          | 4.          | nd.         | 12.         | nd.         | nd.         |
| 2013 | Obertilliach | –           | 40.         | DNS         | nd.         | –           | nd.         | nd.         |
| 2014 | Presque Isle | 39.         | 37.         | 32.         | nd.         | 8.          | nd.         | nd.         |
| 2015 | Mińsk        | 16.         | 21.         | 17.         | nd.         | 10.         | nd.         | nd.         |

### Puchar Świata

#### Miejsca w klasyfikacji generalnej
| Sezon     | Miejsce |
| --------- | ------- |
| 2013/2014 | -       |
| 2015/2016 | 92.     |
| 2016/2017 | -       |
| 2017/2018 | 59.     |
| 2018/2019 | 90.     |
| 2019/2020 | 65.     |
| 2020/2021 | 68.     |
| 2021/2022 | 17.     |
| 2022/2023 | 36.     |
| 2023/2024 | 26.     |
| 2024/2025 | 36.     |

#### Miejsca na podium
Jislová nie stanęła na pocium indywidualnych zawodów PŚ.